# Hierodula patellifera
Hierodula patellifera es una especie de mantis de la familia Mantidae.

## Distribución geográfica
Se encuentra en Taiwán, Hawái, India, Japón, China, Java, Corea, Nueva Guinea, Filipinas,  Sumba y Vietnam. Aunque recientemente se ha introducido en México.